# کیتان ساویج
کیتان ساویج (زاده ۴ سپتامبر ۱۹۹۳) یک بسکتبالیست حرفه‌ای آمریکایی است که آخرین بار برای وستچستر نیکس لیگ ترقی ان‌بی‌ای بازی کرده‌است. او بسکتبال کالج را برای جورج واشینگتن و باتلر بازی کرد.
ساویج به مدت دو سال در دبیرستان شانتیلی تحصیل کرد و سپس به دبیرستان اسقفی در اسکندریه، ویرجینیا منتقل شد.
ساویج در فصل ۱۹–۲۰۱۸ دو بازی برای اوکلاهاما سیتی بلو انجام داد و سپس توسط وستچستر نیکس خریداری شد. او پس از آن برای آبی‌ها بازی کرد. در سال ۲۰۲۱، ساواگو به تیم گولف نایت هاکس لیگ برتر بسکتبال کانادا پیوست و میانگین ۹ امتیاز در هر بازی کسب کرد. در اکتبر ۲۰۲۱، او پس از یک آزمایش موفق به وستچستر نیکس پیوست.